# Агва
Агва (на турски: Ağva) е квартал и курортен град в район Шиле в Истанбул, Турция. Населението му е 2150 души към 2022 г.

## История
Районът около Агва е бил част от древна Витиния. До 20-ти век значително гръцко население също живее в Агва. Въпреки това, според споразумението за обмен на население между Гърция и Турция през 1920 г., те са заменени от турци от Гърция. Беше независима община, докато не е присъединена към район Шиле през 2008 г.

## География
Агва е крайбрежно място на Черно море, разположено между две реки, Гьоксу на запад и Йешилчай на изток. Всъщност името Агва означава „между реките“. Йешилчай е известен като един от основните източници на градската водна система на Истанбул, заводът за питейна вода Йешилчай.
Разстоянието му до центъра на Истанбул е 97 км, а до Шиле е 38 км.

## Живот
С живописна природа, Агва е един от популярните курорти в Истанбул. В допълнение към 2,5 километра плаж има много пансиони и ресторанти. Река Гьоксу е добре известна с екскурзии с лодка и селището става снимачно място в редица телевизионни сериали.
Населението на Агва нараства през лятото. Курортът е домакин на около 15 000 души през лятото. До 2009 г. Агва е седалище на град, който е община от 1992 г. След местните избори през 2009 г. губи статута си на град поради намалено население под границата. Обявен е за квартал на район Шиле. Населението е 2096 души (2007).

## Икономика
Благодарение на горите около селището, Агва е известен като основния източник на дървени въглища в Истанбул до 50-те години на миналия век. Днес туризмът играе важна роля в допълнение към тъкането на платове Шиле на ръчни станове и отглеждането на зеленчуци и плодове.